# Casper Wrede (1808–1877)
Casper Wrede af Elimä, född 3 juli 1808 på överstebostället Kungsbro i Vreta klosters socken, död 31 mars 1877 i Stockholm, var en svensk friherre, militär och godsägare. 
Wrede var son till fältmarskalken och statsrådet greve Fabian Wrede och Agata Bremer. Han studerade vid Uppsala universitet från 1824 och började därefter en yrkesbana i armén där han uppnådde löjtnants grad. Vid sidan av sin militära bana var han också aktiv i Blekinge läns hushållningssällskap där han blev vice ordförande 1844-1849 och 1854-1864. Han blev ledamot av 
Lantbruksakademien 1843, riddare av Nordstjärneorden 1860 och kommendör av första klassen av Vasaorden 1870.
Wrede gifte sig 14 februari 1837 i Karlskrona med Hedvig Améen, som var dotter till amiralen Gustaf Adolf Améen. De fick tillsammans sex barn. Släktens hem var Djupadals herrgård i Ronneby kommun där han tog initiativ till ett pappersbruk vid det närbelägna vattenfallet Djupafors.

## Digitala källor
- ”Gravstensinventeringen”. https://grav.rotter.se/Gravsokview.php?g_id=47983. Läst 5 oktober 2022.
- Casper Wrede af Elimä på adelsvapen (nr 22)